# السجينة (رواية)
السجينة رواية واقعية -أوسيرة ذاتية- تحكي حياة مليكة أوفقير وعائلتها، مليكة التي عاشت بداية حياتها في القصور الملكية لينتهي المطاف بها سجينة مع عائلتها. ميشيل فيتوسي الكاتبة التي التقتها مليكة سنة 1997 وبدأتا  الكتابة سنة 1998.

## طبيعة الكتاب
الحنين الترف الفقد التيتم الفقر الخوف الجوع.
كانت حياة مليكة متميزة وفريدة.
وصفت الكاتبة حياة القصر الملكي وطريقة عيش سكانه وكيف يكون أيام الأعياد والاحتفالات.
تحدثت عن مغامراتها وجرأتها في صغرها أيضًا شعورها بالغربة وهي بعيدة عن كنف عائلتها.
تحدثت عن حياتها بعد رجوعها لعائلتها وعن ألاعيبها وتمرداتها الصبيانية.
وعن معاناتها في السجن وانعدام الحرية والخصوصية فيه.
تيتمت مليكة مرتين عندما مات والدها وعندما تحول أباها بالتبني إلى جلاد !

## المؤلفة مليكة
عندما بلغت مليكة أوفقير الخامسة من عمرها تبناها محمد الخامس
وترعرعت مع ابنته الأميرة أمينة كالأختين،
وبعد موت العاهل المغربي تبناها الحسن الثاني وأكمل تربية الأثنتين،
عندما بلغت مليكة السادسة عشر عام 1969 خرجت من القصر لتعيش مرة أخرى مع عائلتها،
وفي عام 1972 قام والدها أوفقير بمحاولة اغتيال الحسن الثاني لكن فشلت عمليته.
فقتل على أثرها وسجنت عائلته تسعة عشر عامًا.
مليكة أوفقير ابنة الجنرال أوفقير لم تكن إلا ضحية مشاكل سياسية قذفت بها وعائلتها إلى السجن.
«كيف لأبي أن يحاول قتل من رباني وكيف للأخير الذي طالما كان لي أبًا آخر أن يتحول إلى جلّاد» !

## عائلة أوفقير المسجونة
الأم : فاطمة
وابنائها : مليكة، مريم، رؤوف، ماريا، سكينة وعبد اللطيف
بالإضافة إلى عاشورا وحليمة اللتان قررتا الذهاب مع أوفقير إلى السجن.

## خروجهم من السجن
في عام 1991 غادرت عائلة أوفقير السجن، وبعدها بخمس سنوات تمكنت من الانتقال إلى فرنسا.

## وصلات خارجية
- آراء القراء حول رواية السجينة  على موقع أبجد